# シルヴェストル・ボナールの罪
『シルヴェストル・ボナールの罪』（シルヴェストル・ボナールのつみ、フランス語: Le Crime de Sylvestre Bonnard, membre de l'Institut）は、19世紀から20世紀にかけてのフランスの詩人・小説家アナトール・フランス（1844年 - 1924年）が1881年に発表した小説。本作によってアナトール・フランスはアカデミー・フランセーズから文学賞を受賞した。

## 出版までの経緯
アナトール・フランスが初めて公表した文学作品は、1868年の評論『アルフレッド・ド・ヴィニー論』である。
伊吹武彦の略年表によればこの年、詩人ルコント・ド・リールの紹介によりフランスは上院図書館の司書補となり、アルフォンス・ルメール書店の編集委員となった1873年には最初の詩集『黄金詩集』を出版した。
さらに、1876年には詩劇『コリントの結婚』、1879年には新聞「ル・タン」に中編小説『ジョカスト』と『やせ猫』を掲載している。しかし、そのいずれも世評を高めるには至らなかった。
『シルヴェストル・ボナールの罪』の出版は1881年、アナトール・フランス37歳のときである。この作品はアカデミー・フランセーズから文学賞を受賞し、彼は作家として一般的な名声を得ることになった。
当時、学生だったモーリス・バレス（1862年 - 1823年）は、フランスに「私はあなたの後を追う青二才です」という手紙を書き送っている。

## 物語の概要

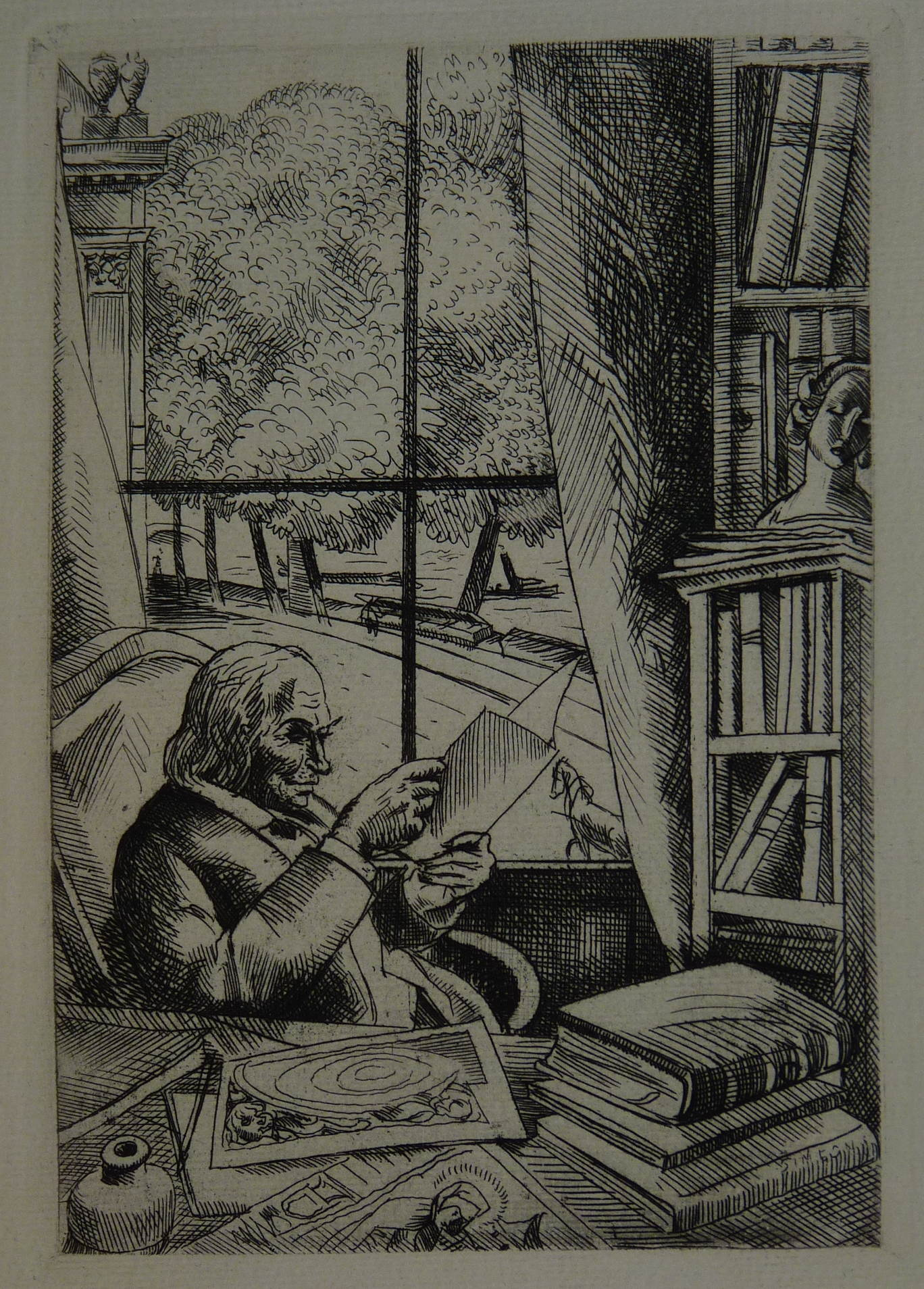
シメオンの挿絵に描かれたシルヴェストル・ボナール。

『シルヴェストル・ボナールの罪』は、「薪」と「ジャンヌ・アレクサンドル」と題する2部から成っている。第一部と第二部はともに、ボナールを主人公としている点で共通しているが、それぞれの物語は別のもので、物語の筋としての直接的関係はない。
物語の主人公シルヴェストル・ボナールはパリ在住の文献学者であり、セーヌ河畔の家で、婆やと一匹の老猫とともに暮らしている。物語は、彼による日記体で描かれている。

### 第一部「薪」
ボナールはある貴重な写本の行方を追ってシチリア島まで旅し、さらにはオークション会場で目当ての写本を競り落とそうと奮闘する。そして、かつて恩を施したことのある貧しかった女性から思わぬ贈り物を受ける。

### 第二部「ジャンヌ・アレクサンドル」

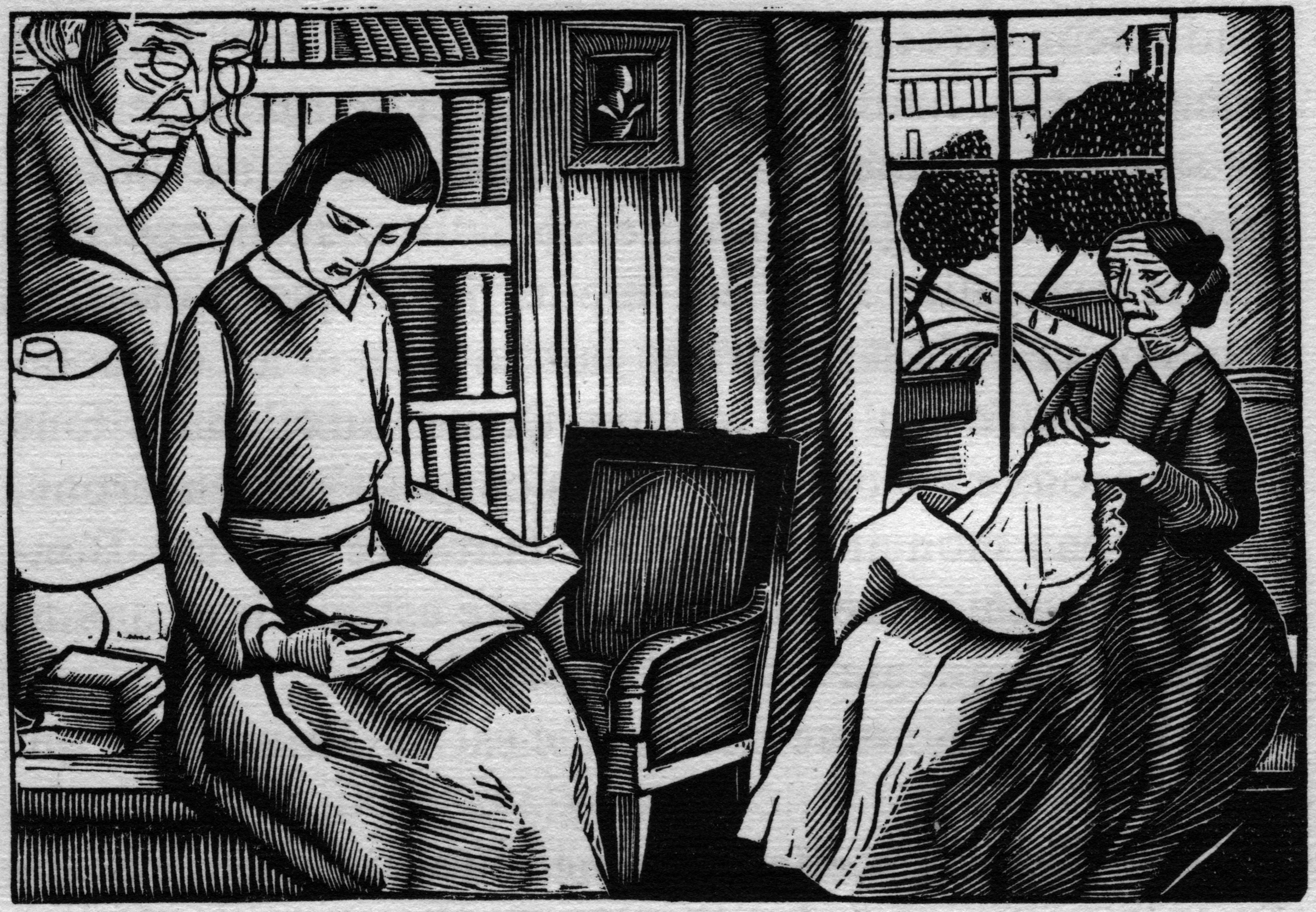
シメオンの挿絵による第二部の一場面。

ボナールは、若いころの悲恋の相手だった女性の孫娘ジャンヌが孤児となって不幸な生活を送っていることを知り、その待遇改善を働きかけるが、ついには彼女を引き取ってその後見人となる。
その後、ボナールの教えを受けていた学生とジャンヌが惹かれ合い、二人は結婚することになる。ジャンヌの持参金作りのため、ボナールは蔵書を売り払うことに決めるが、愛着があってどうしても手放し難い書物を夜中に抜き取って自分の元に留めてしまう。これが表題の「罪」を意味している。

## 作品について
『シルヴェストル・ボナールの罪』について、フランスの歴史家・ジャーナリストでアカデミー・フランセーズ会員ジャック・シャストネ（1893年 - 1978年）は「アナトール・フランスの作品のうちでもっとも魅力的なものの一つ」とし、また、日本のフランス文学者でアナトール・フランスのエッセイ集『エピクロスの園』の翻訳者である大塚幸男（1909年 - 1992年）は、「愛書家アナトール・フランスの面目躍如たる、心あたたまる小説である」と述べている。
また大塚は、アナトール・フランスの文学性について、すぐれて古典的な趣味を持ち、ヴェルレーヌやマラルメや自然主義作家たちの近代的傾向には冷淡であったとする。
『シルヴェストル・ボナールの罪』の前年1880年にはエミール・ゾラの『実験小説論』及び『メダンの夕べ』が現れており、自然主義が新たな文学の主役として登場し、これに対する反発も起こっていた。そうした中で、『シルヴェストル・ボナールの罪』には主人公ボナールの前に仙女が出現する場面があるなど幻想文学に接近している。本作がアナトール・フランスの出世作となったのは、このような自然主義文学に対する「解毒剤」的インパクトを持っていたことが受け入れられたためと考えられる。

### 構成
作品は、一つの小説というより、一人の中心人物をめぐって展開する二つの長い中編小説を並置したものといえる。第一部は80ページ、第二部は180ページで、分量的に大きな不均衡があり、構成としてはいささか奇妙なものになっている。
日本のフランス文学者辰野隆（1888年 - 1964年）は、「この小説には構成が欠けている。組み立てに無頓着で、ただ二つの長い挿話があまり緊密でなく繋がれているに過ぎない。」と指摘し、構成の組織を欠くこと及び未来に向かって新しい扉を拓く趣のきわめて少ないことは、この作品に限らずアナトール・フランスのすべての小説を貫く欠点だと指摘する。

### 文章
一方、この作品の文章について辰野は「渾然たる大家の風格が備わっていて、流れる如く」だと称賛している。
シャストネもまた「筋自体は取るに足りないものであり、作り事めいたところもなくはない。しかし、用語は一貫して明澄で、軽快で、気取りなしに洗練されている。各情景は、あるいは滑稽に、あるいは悲痛だが、決して重苦しくはならない。パリの河岸、シシリア地方の景色、国内の風景などは、常にこの上なく正確なタッチで繰り出される。的確に描写された端役たちも活躍する。」として「反論のありようのない小傑作であり、美味あふれる好個の作品として残る価値がある」と称えている。
著者アナトール・フランスは、1895年に発表したエッセイ『エピクロスの園』で文体について次のように書いている。
これについて、本作の日本語訳を出版したフランス文学者伊吹武彦（1901年 - 1982年）は、「『シルヴェストル・ボナールの罪』を書いた37歳のフランスは、すでに澄み切った明るさを獲得していたといえよう。」と述べている。

## 主人公ボナールとアナトール・フランス

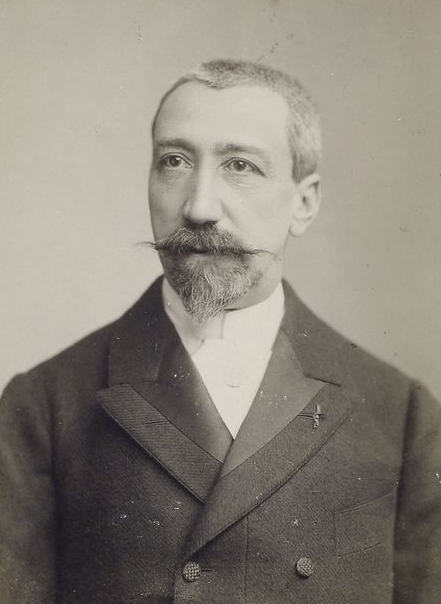
作者アナトール・フランス（1880年代）

物語の第一部の発端は1861年、主人公のボナールは54歳とされている。彼がシチリアに旅立つのは1869年である。第二部の始まりは1874年、ボナール67歳で、第一部から5年の歳月が経っている。物語の結末は1877年、ボナールが70歳のときである。
作品の第一部と第二部の間に、現実のフランスでは普仏戦争とそれにつづくパリ・コミューンの混乱と変動が起こっている。しかし、そうした社会的混乱の影は作品にはみじんも見られない。パリ・コミューンに対しては一部の詩人たちが賛同の意を寄せたが、著者のアナトール・フランスはこれに同調せず、偽造の証明書を携えてパリを逃れていた。
この小説の主題は、一人の老学究の温かいヒューマニズムとその戯画である。シャストネは主人公ボナールについて「老いているが、心は青年の、能弁で、寛大で、要するに魅力的な学者」と述べている。
後年、アナトール・フランスは自身の創作に社会的関心を示すようになるが、この作品にそれはまだ見られない。伊吹によれば、とはいえ主人公ボナールの心にあふれる強い人間愛、不正を憎む心意気は、作者であるアナトール・フランス自身の原点でもあった。ここに描かれた人物は、やがて社会参加の人となる作者の未来の一面を先取りあるいは予言しているといえる。
また、アナトール・フランスは70歳のときにロワール河畔のラ・ベシェルリーに別荘を購入したが、その2年後、かつての恋人でいまは亡きカイヤヴェ夫人の孫娘がこの別荘に滞在することになった。これは、35年前に書かれた『シルヴェストル・ボナールの罪』において、ボナールの昔の恋人の孫娘ジャンヌがセーヌ河畔のボナールの家を訪れる場面を彷彿とさせる。

## 先行作品
『シルヴェストル・ボナールの罪』の執筆にあたって参考にされたと考えられる先行作品がある。第一部「薪」は、フランスの思想家エルネスト・ルナン（1823年 - 1892年）のエッセイ『シチリアでの15日』に、『シルヴェストル・ボナールの罪』同様の風景描写やエンペドクレスの銅像、ジュリアス館についてのくだり、骨董屋ポリッツィの名前などが見いだされる。ラテン語の引用句についてもルナンからの孫引きだという指摘がある。
また第二部「ジャンヌ・アレクサンドル」は、アンドレ・トゥリエ（1896年 - 1907年）の小説『ダニエル神父』とストーリーが近い。ある女性との恋愛に敗れて宗門に入ったダニエル神父が、後に恋人の遺児を引き取って幸福な結婚をさせるというあらすじは、『シルヴェストル・ボナールの罪』との類似が明らかである。
伊吹によれば、しかしながらアナトール・フランスはこれらの材料を一丸とし、彼一流の清澄な文体の中に見事に溶かしきっており、盗作と呼ぶには当たらないとしている。

### 翻案・二次作品
- 映画『シルヴェストル・ボナールの罪（フランス語版）』：1929年に制作されたフランス無声映画。